# Conflicte nord-irlandès
El conflicte nord-irlandès, anomenat també The Troubles ("els trastorns" o "els problemes") o Na Trioblóidi en gaèlic irlandès és un període de violència i d'agitació política a Irlanda del Nord  en la segona meitat del segle xx. Comença a finals de la dècada de 1960 i es considera que acaba entre 1997 i 2007, segons les interpretacions. La violència continua tanmateix després d'aquesta data, però de manera ocasional i a petita escala, mentre que la majoria dels grups bel·ligerants deposen les armes.
El conflicte comença en la segona meitat de la dècada del 1960 com un moviment per als drets civils contra la segregació confessional que experimenta la minoria catòlica. L'oposició entre republicans i nacionalistes (principalment catòlics), d'una part, i lleialistes i unionistes (principalment protestants), d'altra banda, sobre el futur d'Irlanda del Nord arrossega un augment de la violència que perdura durant trenta anys. És el fet de grups paramilitars republicans, com l'IRA Provisional, l'objectiu del qual és de posar fi a l'autoritat britànica a Irlanda del Nord i crear una República irlandesa sobre el conjunt de l'illa, i lleialistes, com l'Ulster Volunteer Force, formada el 1966 per aturar el que percep com el deteriorament del caràcter britànic del país, però també d'aixecaments populars i de les forces de seguretat de l'Estat, l'Exèrcit britànic i la policia.
El conflicte nord-irlandès és diversament definit per alguns dels seus actors, sigui com una guerra, un conflicte ètnic, una guerrilla o una guerra civil. L'acció dels grups paramilitars republicans (principalment l'IRA Provisional) és considerada com terrorisme per les forces de seguretat britàniques, però també com una revolució, una insurrecció o una resistència militar a l'ocupació i a l'imperialisme britànic pels seus partidaris. Els historiadors estan dividits sobre aquestes qualificacions i alguns refusen l'ús del terme «terrorisme».
Aquest conflicte afecta la vida quotidiana de la majoria dels nord-irlandesos, així com incidentalment la dels anglesos i dels irlandesos al sud de l'illa. El 1969, va enviar tropes britàniques a Irlanda del Nord iniciant l'Operació Banner, i en diverses ocasions entre 1969 i 1998, aquest conflicte va córrer el risc de transformar-se en una verdadera guerra civil, com, per exemple, el 1972 després del Diumenge Sagnant o durant la vaga de fam del 1981, quan es produeixen les mobilitzacions massives i hostils per ambdues parts.
En 1998, un procés de pau posa fi al conflicte, prenent com a base l'Acord de Divendres Sant. Per primer cop, el govern britànic reconeix la «dimensió irlandesa» del conflicte, el principi que el poble de l'illa d'Irlanda en el seu conjunt pugui resoldre els problemes entre el Nord i el Sud per consentiment mutu, sense intervenció exterior, permet obtenir l'acord dels nacionalistes i dels republicans. Estableix també a Irlanda del Nord un govern consociatiu, compost obligatòriament d'unionistes i de nacionalistes.

## Rerefons històric

### La colonització anglesa
Abans de la colonització britànica, Irlanda no havia conegut mai una invasió, llevat d'una petita incursió dels vikings, que foren ràpidament assimilats, durant els segles viii i IX. El 1155, una butlla d'Adrià IV dona Irlanda a Enric II d'Anglaterra per tal de restablir les relacions preexistents entre l'Església irlandesa i Roma. No obstant això, el rei d'Anglaterra no intervé en l'illa fins al 1167 per sostenir Dermot Macmurrough. El 1175 és reconeguda oficialment l'autoritat anglesa sobre Irlanda.
L'assentament anglès se circumscriu en principi a la Palissada. L'assimilació d'aquests colons anglesos als costums irlandesos és percebuda com a degradant per la Corona, que fa votar, el 1366, els «Estatuts de Kilkenny», que estableix una segregació entre colons i indígenes. La verdadera colonització comença amb la dinastia Tudor. Des de 1556 es confisquen terres per tal de crear colònies de població, les «Plantacions», mentre que s'assenta el poder britànic sobre l'illa.
En la segona meitat del segle xviii, esclaten diverses revoltes, en part contra la constitució de l'església anglicana en religió oficial el 1560. Hi donen suport els «Vells anglesos» i els «Vells Escocesos», descendents de colons del s.XII i xiii, fidels al catolicisme. Malgrat el suport de Roma, les diferents rebel·lions encallen. Les terres dels seus caps són confiscades, llançant així la Política de plantació. Aquests nous colons (els «Nous Anglesos», anglicans, i els «Nous Escocesos», presbiterians s'instal·len en particular a la província del Nord-est, l'Ulster. La conquesta cromwelliana d'Irlanda i després la victòria del pretendent protestant al tron d'Anglaterra Guillem I d'Orange-Nassau sobre el seu competidor catòlic Jaume II confirmen aquesta implantació britànica.
Entre 1695 i 1727 es promulguen diverses legislacions, anomenades «Lleis penals d'Irlanda»: un conjunt de discriminacions econòmiques, socials i polítiques enfront dels catòlics. Una persecució religiosa, certament moderada, afecta catòlics i English Dissenter. El clergat catòlic organitza tanmateix un culte clandestí.

### Naixement del nacionalisme irlandès, protestant i catòlic
El govern britànic limita a la fi del segle xviii les possibilitats de desenvolupament econòmic i comercial de l'illa. Al si de l'elit colonial protestant, a poc a poc allunyada del poder polític i religiós, neix un primer nacionalisme irlandès El 1759, Henry Flood crea el Partit patriòtic irlandès. Al final del Society of the United Irishmen, la situació econòmica dels irlandesos, en particular la dels catòlics, millora, i, el 1783, el Parlament d'Irlanda obté una major autonomia. La Revolució Francesa inspira certs nacionalistes, com ara Wolfe Tone que crea el 1791 The Defenders. Creada el 1795, l'Orde d'Orange reagrupa els protestants lleials a la Corona d'Anglaterra. Mentre que a l'Ulster, els pagesos catòlics i protestants s'enfronten al si de societats secretes - The Defenders i els Peep O'Day Boys- esclata una rebel·lió el maig de 1798, conduïda per la Societat dels Irlandesos Units. Fracassa per culpa d'aliança real entre nacionalistes catòlics i protestants. Presentada un any abans, l'Acta d'Unió, que posa fi a la relativa autonomia d'Irlanda, és adoptada el 7 de juny de 1800.
Quan Irlanda és integrada al Regne unit, més d'un 90% de les terres es troben en possessió dels colons. L'advocat catòlic Daniel O'connell obté l'abril de 1829 la fi de nombroses discriminacions contra els catòlics. Pacifista, endureix tanmateix les seves posicions, fundant onze anys més tard la Loyal National Repeal Association El suport de les masses catòliques a la seva acció transforma el paisatge del nacionalisme irlandès, abans majoritàriament protestant. Els anglicans i els presbiterians, al contrari, s'acosten a la Corona. Les organitzacions republicanes com ara la Young Ireland, proven no obstant això d'acostar les dues comunitats al voltant d'idees independentistes. Algunes es deixen temptar, sense èxit, per la lluita armada.
El problema agrari que segueix la Gran fam de 1845-1849 i la difusió de les idees separatistes i republicanes agiten Irlanda en la segona part del segle XIX, mentre que de les organitzacions secretes, com ara l'Irish Republican Brotherhood, fundada el 1858, es llancen a campanyes d'atemptats i d'assassinats. A partir de 1870, els partidaris d'una solució política, com ara Charles Parnell, militen a favor de l'aplicació d'un Home Rule. Les eleccions per al Parlament del Regne Unit de 1885 a Irlanda donen la victòria al Home Rule Party (també conegut com a Partit Parlamentari Irlandès), mentre que els unionistes s'organitzen contra tota autonomia. Es presenten diferents projectes de Home Rule el juny de 1886 i després, durant el setembre de 1893 i es converteixen en un dels principals temes de campanya al Regne Unit.
Les reformes agràries de la fi del segle xix retornen la propietat de les terres als irlandesos (en posseeixen els dos terços el 1914) però el moviment nacionalista canvia de forma. Organitzacions com la Lliga Gaèlica, fundada el 1893, difonen d'ara endavant un nacionalisme més cultural que econòmic mentre que James Connolly crea el 1896 el Partit Republicà Socialista Irlandès, que uneix socialisme i nacionalisme. Menys revolucionari, Arthur Griffith forma el Sinn Féin en 1905.

### La separació d'Irlanda

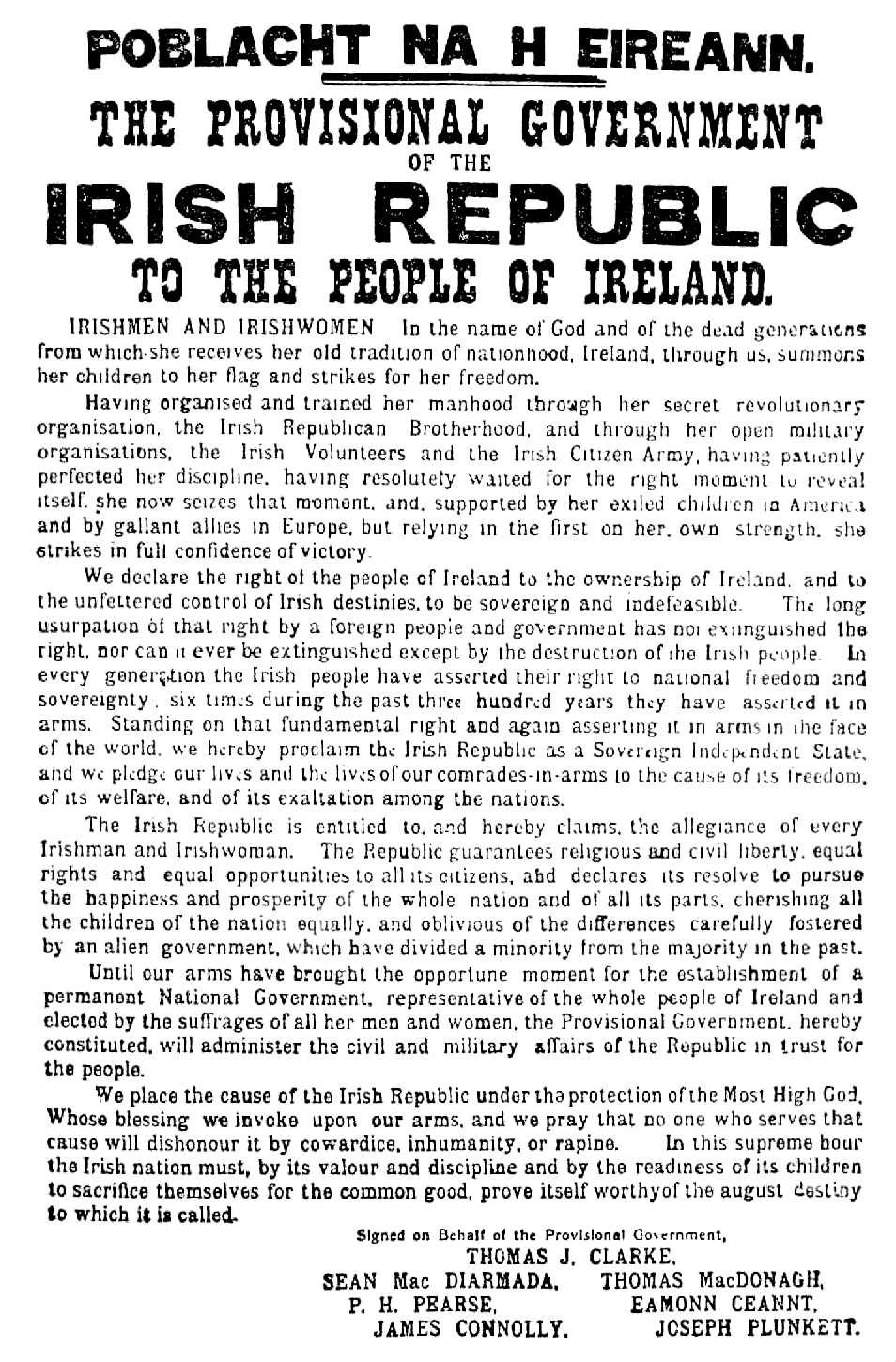
La proclamació de la República irlandesa pels insurgents de 1916.

Al començament del segle xx, Irlanda és sacsejada pels moviments nacionalistes, republicans i ràpidament per les seves rèpliques unionistes. Gran Bretanya ja ha acceptat, finalment, d'establir un Home Rule, que confereix una relativa autonomia a Irlanda respecte del Regne Unit. Els dos camps es preparen per a un augment de la violència i s'organitzen en milícies, multiplicant els entrenaments militars i els estocs d'armes : els Ulster Volunteers, de l'unionista Edward Carson el 1912, els Voluntaris Irlandesos de l'Irish Republican Brotherhood, l'Exèrcit Ciutadà Irlandès, del sindicat Irish Transport and General Workers' Union l'any següent. Mentre que el moviment republicà es divideix sobre l'actitud a adoptar durant la Primera Guerra Mundial, una part hi veu l'ocasió d'un aixecament. El 24 d'abril de 1916, prop de 750 membres dels Voluntaris Irlandesos de l'Irish Republican Brotherhood i de l'Irish Transport and General Workers' Union proclamen la República Irlandesa a Dublín apoderant-se de diversos edificis estratègics. És l'«Alçament de Pasqua». Si bé la població en principi no va donar suport als insurgents, sí que va simpatitzar amb les seves idees després d'una repressió sagnant en el moment de la qual la majoria dels caps de la rebel·lió van ser passats per les armes. El Sinn Féin, petit partit oposat a l'ús de la força, és acusat pels britànics de ser a l'origen de la insurrecció. Esdevé un important partit polític nacionalista en la seva continuació, amb la pujada en potència en el seu si dels republicans.
El Sinn Féin guanya amb una àmplia victòria electoral en les votacions del desembre de 1918. 26 dels seus 105 es neguen a seure al Palau de Westminster. Els altres es reuneixen en el Dáil Éireann a Dublín i proclamen la independència de la República d'Irlanda el 21 de gener de 1919. El dia mateix tenen lloc els primers enfrontaments. Els Voluntaris Irlandesos, reorganització dels Irish Republican Brotherhood, organitzen la lluita armada contra les forces britàniques. Mentrestant, a certes ciutats s'organitzen «soviets», o sigui consells dels treballadors. Una treva bilateral és acceptada el 1921, i el 6 de desembre, Michael Collins i Arthur Griffith signen el Tractat Angloirlandès, que dividirà l'illa entre Irlanda del Nord i l'Estat Lliure d'Irlanda. Encara que és acceptat per l'Exèrcit Republicà Irlandès (les eleccions del 16 de juny donen la victòria als pro-tractat), el tractat és refusat per la majoria dels membres de l'Exèrcit Republicà Irlandès i dels Voluntaris Irlandesos. Una part s'integra en l'exèrcit oficial mentre que l'altra, oposada al tractat, continua el combat. El 28 de juny de 1922 esclata la guerra civil entre els antics companys d'armes. El 27 d'abril de 1923, convençut de la seva derrota, l'Exèrcit Republicà Irlandès, per la veu d'Éamonn de Valera determina un alto el foc.
Al si de l'Estat lliure, proclamat oficialment el 6 de desembre 1922,s'oposen el Fianna Fáil d'Éamonn de Valera i el Fine Gael de William Cosgrave mentre que el Sinn Féin perd tot suport popular. Separat un temps del Sinn Féin, l'IRA, dividit entre els partidaris d'un gir més socialista i els d'una única activitat militar, intenta sobreviure políticament fundant Saor Éire. Arribats al poder en 1932 Éamonn de Valera i el Fine Gael aprofiten l'IRA per oposar-se als Blueshirts, un moviment feixista; organitzen una verdadera guerra econòmica contra la Gran Bretanya. Aquest mateix govern prohibí tanmateix llavors l'IRA. Establerta el 1937, la Constitució irlandesa transforma l'Estat lliure en República d'Irlanda i afirma les seves reivindicacions sobre Irlanda del Nord així com el lloc central de l'Església catòlica, prova d'un conservadorisme temut pels protestants. El 18 d'abril de 1949, de resultes de la victòria d'una coalició formada pel Clann na Poblachta, Fine Gael i el Sinn Féin, Irlanda surt del Commonwealth, decisió reconeguda pel Regne Unit el 3 de maig amb l'Ireland Act.

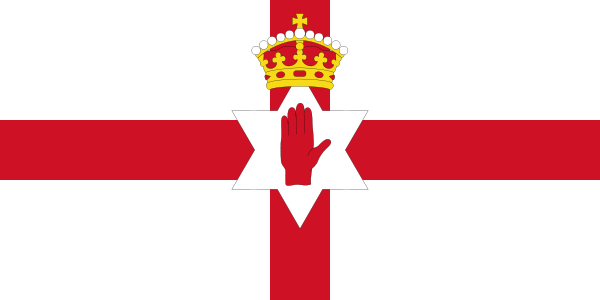
La bandera del nou Estat que reagrupa els sis comtats del Nord-Est de l'illa.

Al Nord-est d'Irlanda, durant la Guerra d'independència, els Black and Tans, els Ulster Volunteers i els antics Voluntaris Irlandesos organitzen verdaders pogroms anticatòlics. El projecte de separar l'Ulster de la resta de l'illa ja havia estat proposat per Lloyd George el 1916. És cosa feta el 1920 : els sis comtats de majoria protestant de la província (Antrim, Armagh, Derry, Down, Fermanagh i Tyrone) són col·locats sota el control de l'Assemblea d'Irlanda del Nord per l'Acta del Govern d'Irlanda de 1920 El nou Estat organitza una verdadera discriminació política, econòmica i social de la minoria catòlica, mentre que s'assenten les seves relacions estretes amb l'Orde d'Orange.
Fins a l'elecció de Terence O'neill el 1963, Irlanda del Nord viu un verdader estancament polític. L'IRA, aïllat, intenta moltes vegades reprendre les seves activitats armades. El 12 de gener de 1939, una declaració de guerra a la Gran Bretanya és seguida d'una campanya d'atemptats a Anglaterra. Alguns dels seus membres intenten fins i tot obtenir el suport de l'Alemanya nazi i més endavant, s'acosten a altres grups armats antibritànics (Eoka, Irgun, Lehí. El 12 de desembre de 1956 s'endega la Campanaya de les fronteres que acaba el 1962, havent causat un total de 17 morts (11 de l'IRA i 6 de la Royal Ulster Constabulary, la policia nord-irlandesa). L'IRA enterra llavors les armes. i les ven el 1968 al Free Wales Army.

## Desenvolupament del conflicte

### 1966-1969: Moviment dels drets civils, violència lleialista i alçament dels guetos catòlics
La commemoració de la Insurrecció de Pasqua el 1966 i l'acostament entre els governs de les dues Irlandes, empenyen els legitimistes cap a l'acció paramilitar. El 1966, una desena d'ells formen un grup armat anticatòlic, l'Ulster Volunteer Force (UVF), en un bar de Belfast. El 27 de maig, l'organització signa allò que és de vegades considerat com el primer acte de violència del conflicte, abatent un civil catòlic L'UVF multiplica les agressions sectàries, de vegades mortals. Alguns dels seus atemptats amb bomba, no reivindicats, a finals dels anys 60 són en aquell temps atribuïts a l'IRA, tanmateix moribund.
Per defensar la població catòlica, víctima de discriminacions econòmiques, socials i polítiques, s'organitza entre 1966 i 1968 un moviment dels drets cívils, inspirat en la lluita dels negres als Estats Units, dut a terme per la Northern Ireland Civil Rights Association (NICRA). Les seves reivindicacions es basen essencialment en la reforma del codi electoral. Les manifestacions pacífiques que organitzen són plenes d'enganxades amb els legitimistes i de càrregues de la Royal Ulster Constabulary (Ruc). El moviment pren un tomb obertament socialista amb l'aparició de grups com People's Democracy. El 5 d'octubre de 1968, a Derry, la repressió d'una marxa prohibida fa 77 ferits. El Primer Ministre d'Irlanda del Nord Terence O'neill és importunat entre les seves opinions liberals i el seu electorat lleialista que veu en el moviment dels drets civils una obra del «comunisme i de l'IRA». La nit del 4 de gener de 1969, després de l'atac d'una manifestació per legitimistes, el barri del Bogside, un gueto catòlic, és envaït per la RUC. La població es revolta i erigeix barricades al voltant del seu barri, fundant Free Derry.
James Chichester-Clark, escollit l'1 de maig de 1969 com a Primer Ministre d'Irlanda del Nord, promet reformar el codi electoral.Les actuacions de la Royal Ulster Constabulary augmenten, tanmateix, en violència. El 12 d'agost, els Apprentices Boys of Derry, moviment juvenil de l'Orde d'Orange, desfilen prop de Bogside, desafiant la població del gueto, que ràpidament és assetjat pel RUC. El barri es revolta de nou, posant en marxa la batalla de Bogside, i replicant amb pedres i còctels molotov a les porres, canons d'aigua, vehicles blindats armats de metralladores Browning 30 i gasos lacrimògens, usats per primer cop a Gran Bretanya. Un cop feta una barricada, la població organitza la seva autodefensa mentre esclaten aixecaments en altres ciutats del país, atacades per forces combinades del Royal Ulster Constabulary, Ulster Special Constabulary i lleialistes. L'exèrcit britànic arriba el 14 d'agost i prova d'interposar-se entre les faccions enfrontades. Dos dies més tard, surt a la llum el balanç dels disturbis: nou morts, tots ells civils, majoritàriament republicans, 500 cases incendiades i 1820 famílies que han fugit de casa seva.
Cridada pels catòlics del Nord, Irlanda vacil·la a intervenir, malgrat les manifestacions de suport a Dublín, i només proveirà d'ajuda humanitària, sense passar la frontera. Diversos membres del govern de Jack Lynch, amb el suport d'Éamonn de Valera, intenten secretament fer arribar armes als avalotadors, la qual cosa posa en marxa una crisi política. Patrick Hillery, llavors ministre d'afers exteriors, porta a l'ONU una denúncia contra la Gran Bretanya, però el suport inesperat del Bloc de l'Est l'empeny a retirar-la
Durant aquesta crisi, l'IRA no juga més que un paper extremadament menor. Havent enterrat les seves armes el 1962, no pot defensar els guetos El desembre de 1969, en el moment d'una Convenció general de l'IRA, la direcció del moviment presenta una línia exclusivament política, abandonant l'abstencionisme que caracteritza el moviment, en vista d'una unió amb l'extrema esquerra. Immediatament després un vot de ratificació, els partidaris d'un rearmament i d'una línia principalment militarista s'escindeixen per formar l'IRA Provisional (IRA). Els partidaris d'un tomb més polític es rebategen com IRA Oficial (OIRA)

### 1970-1971: començament de la campanya militar de l'IRAi internament
L'IRA Provisional no aplega, després de l'escissió, més enllà de 500 membres, però el nombre augmenta ràpidament, atenyent 2.000 en 1970. Les seves primeres accions es concentren en l'autodefensa dels guetos catòlics. El 27 de juny de 1970, intervé per primera vegada en el moment de la batalla de Saint-Matthew, cridat en efecte per la població per defensar l'església de Saint-Matthew, situada al barri de Short Strand a Belfast, donat que un alçament lleialista la volia incendiar. Un membre de l'IRA Provisional, el primer del conflicte, i dos protestants, moren. El 3 de juliol, a Lower Falls, un barri de Belfast, els dos IRA combaten per primera vegada l'exèrcit britànic, venint en ajuda d'aixecaments que havien començat després de perquisicions.
Al començament de l'any 1971, l'exèrcit britànic parlamenta amb els dos IRA perquè mantinguin l'ordre a les zones republicanes. Com a verdaderes policies, ambdós IRA controlen els diferents guetos fins al mes de febre, quan l'exèrcit, temerós d'aquesta autoorganització, recomença les seves operacions de patrullatge. El 6 de febrer, l'IRA Provisional abat un soldat britànic, el primer mort en servei a Irlanda des de 1921. L'acció de l'IRA Provisional es transforma, durant l'any 1971, en una autèntica guerrilla, a la vegada urbana i rural. Mentre que l'IRA Oficial s'adreça exclusivament a objectius militars i polítics, l'IRA Provisional tracta d'augmentar el cost de l'ocupació, tot atacant objectius econòmics. El 15 de maig de 1971 és fundada l'Ulster Defence Association, unió, legal, de diferents grups d'autodefensa protestants, que esdevé llavors el més important grup paramilitar lleialista.
Amb el suport de Londres, els moderats (nacionalistes, republicans, membres del moviment per als drets cívics) funden l'agost de 1971 el Social Democratic and Labour Party. El 20 de març de 1971, Brian Faulkner, personatge proper als unionistes radicals, esdevé Primer Ministre d'Irlanda del Nord. Aplicant l'Special Powers Act de 1922, l'exèrcit britànic arresta més de 300 homes, sospitosos de donar suport als republicans, el 9 d'agost de 1971, en el que s'anomenarà en el seu moment, Operació Demetrius. L'operació és un fracàs, però signa el començament de l'internament sense procés a Irlanda del Nord. En el moment dels interrogatoris com a les presons de Crumlin Road, de Magilligan i del Maze i al vaixell-presó Maidstone, els presoners són víctimes de tortures i de maltractaments. De resultes dels atemptats del Saor Éire, el govern de Jack Lynch intenta introduir-lo al Sud. Entre el 9 d'agost de 1971 i el 5 de desembre de 1975, 1.981 persones són internades. D'entre elles, 1.874 són catòliques o republicanes.
Per bé que es presentava com una protecció, pel fet de mantenir converses amb els IRA i els comitès d'autodefensa. l'Operació Demetrius revolta els catòlics contra l'exèrcit, i en endavant només es refiaran dels paramilitars per assegurar la seva defensa. El conjunt de partits unionistes declaren una vaga general. S'organitzen ràpidament comitès de suport als internats i a les seves famílies. El juliol de 1971 el Social Democratic and Labour Party deixa l'Assemblea d'Irlanda del Nord per protestar contra l'internament. Infiltrada pel Communist Party of Ireland i l'IRA Oficial la Northern Ireland Civil Rights Association va perdre la seva influència. Es va haver de conformar a donar suport, sense poder-s'hi posar al capdavant, a la campanya de desobediència civil llançada pel Northern Resistance Movement, un grup creat pel Sinn Féin Provisional i People's Democracy.

### 1972: Direct Rule i Diumenge Sagnant
1972 és l'any més mortífer del conflicte, amb gairebé 500 morts. El 30 de gener, el 1r batalló de paracaigudistes dispara sobre una marxa pacífica de 20.000 persones, prop de Bogside, per causa d'uns presumptes trets que els haurien disparat diversos membres del Provisional Irish Republican Army i de l'Official Irish Republican Army, que es trobaven presents a la manifestació (tot i que no duien armes en aquell moment). Aquesta acció causa 14 morts, i serà coneguda com Bloody Sunday (en català, Diumenge Sagnant) L'acció de l'exèrcit britànic rebrà ràpidament una forta condemna internacional., mentre que els catòlics nord-irlandesos organitzen vagues i manifestacions. El 10 de març, l'IRA Provisional declara un alto el foc de tres dies, i crida a negociacions amb el govern britànic, però aquestes no prosperen. El 24, Irlanda del Nord passa sota el control directe (Direct Rule) de la corona anglesa. Els lleialistes, entre la primavera i l'estiu, fan barricades als seus barris a la manera dels guetos catòlics.
L'assassinat d'un soldat dels Royal Irish Rangers, de permís i catòlic amb escreix, per part de l'IRA Oficial, posa en marxa vives protestes de part de la comunitat catòlica, que tindran com a conseqüència un alto el foc unilateral de l'organització, que posa fi a la seva campanya armada el 29 de maig. L'IRA Provisional s'acosta a grups armats estrangers : Front Popular per a l'Alliberament de Palestina, Front Popular d'alliberament del Golf Aràbic Ocupat, Fatah, ETA, Front d'Alliberament de Bretanya, etc., mentre que rep el suport financer de les comunitats irlandeses al món, en particular la dels Estats Units.
El maig comença una vaga de fam dels republicans de la Presó de Crumlin Road en vista d'obtenir l'estatut de presoner polític. Aquest els és concedit de resultes de la treva bilateral del 26 de juny entre els «provisionals» i el govern britànic. Però les converses es torcen i, el juliol, els atacs i els atemptats es reprenen. El 21 de juliol té lloc el Divendres Sagnant: esclaten 22 bombes de l'IRA Provisional a Belfast, amb un saldo de 9 morts Deu dies més tard, 21.000 soldats de l'Exèrcit britànic, amb el suport de blindats, envaeixen els guetos catòlics, destruint les barricades erigides per la població, en el que s'anomenarà Operació Motorman. Igualment són destruïdes les barricades que s'erigien a certs barris protestants.
En criticar el referèndum del mes de maig sobre l'entrada d'Irlanda en la CEE, els republicans sofreixen la repressió del govern del Sud. El camp de concentració de Curragh és obert el 19 de maig, l'endemà d'un aixecament republicà a la Presó de Mountjoy, mentre tornen a funcionar els tribunals sense jurat, anomenats Special Criminal Courts. Després de la Massacre de Múnic, els governs britànic i irlandès decideixen de donar suport a les forces polítiques moderades d'Irlanda del Nord, com ara Social Democratic and Labour Party, Partit de l'Aliança d'Irlanda del Nord, etc.), per tal que facin de contrapès dels republicans. L'1 de novembre del 1972 es publica un Llibre Verd, un pla britànic de solució política intitulat «Avenir per a Irlanda del Nord». Gran Bretanya accepta la idea d'una Irlanda unida i federal. La repressió s'abat al Sud sobre l'IRA Provisional: successivament, Seán MacStíofáin, Joe Cahill, Seán Ó Brádaigh i Ruairí Ó Brádaigh són arrestats. Després d'un atemptat a Dublín, organitzat per membres de l'Ulster Defence Association, en col·laboració amb els serveis secrets britànics, el govern del Sud aprovarà una llei segons la qual tot sospitós de pertinença a l'IRA haurà de provar la seva innocència, en una clara violació de la presumpció d'innocència

### 1973-1974: Ressorgiment lleialista i tractat de Sunningdale
Amb la introducció del Direct Rule, el govern britànic intenta establir un nou sistema a Irlanda del Nord. El 8 de març de 1973, un referèndum planteja la possibilitat de la unió amb la República d'Irlanda o el manteniment dins el Regne Unit. Boicotejat pels republicans i els nacionalistes, el resultat no té discussió : 41% d'abstenció, 99% de vot per al manteniment de l'autoritat britànica. Dotze dies més tard és presentat un llibre blanc, el Northern Ireland Constitutional Proposals, que proposa la tornada a una representació proporcional en el marc d'un repartiment del poder entre moderats (nacionalistes i unionistes) així com la creació d'un Consell d'Irlanda, un organisme oficial comú entre Irlanda i la Gran Bretanya. Al mes de juny, se celebren les eleccions de la nova Assemblea d'Irlanda del Nord; els unionistes, oposats al llibre blanc, en surten vencedors, amb 27 escons sobre 78, per 22 escons dels unionistes que donen suport al projecte. Els governs d'Irlanda i del Regne Unit signen l'Acord de Sunningdale, un acord que també és signat pels representants del Social Democratic and Labour Party, Partit Unionista de l'Ulster i el Partit de l'Aliança d'Irlanda del Nord el 9 de desembre de 1973.
Des de les finals de 1972, els paramilitars legitimistes reprenen les seves campanyes d'assassinats i d'agressions sectàries de civils. Les relacions entre britànics i legitimistes es deterioren, car aquests últims temen que hi hagi una voluntat de retirada de part de la Gran Bretanya. El 3 de febrer de 1973, s'internen els primers legitimistes. L'Ulster Defence Association i la Loyalist Association of Workers, llancen, com a resposta, una crida a la vaga general que fa set morts del costat catòlic.
Les execucions i els atemptats amb bomba sense avís previ de l'Ulster Freedom Fighters i de l'Ulster Volunteer Force es multipliquen en 1973 i 1974. El 22 d'abril de 1974 es funda el sindicat Ulster Workers' Council (coordinació dels diferents grups paramilitars legitimistes). El 14 de maig de 1974, les propostes de l'acord de Sunningdale són acceptades per l'Assemblea nord-irlandesa. Immediatament, l'Ulster Workers' Council posa en marxa una vaga general mentre que l'Ulster Defence Association aixeca barricades a Belfast i fa plegar per la força les fàbriques i els tallers que no s'han aturat. Mentre que l'IRA Provisional acaba amb tota violència durant la vaga, els atemptats i els homicidis legitimistes s'intensifiquen. Un quàdruple atemptat amb cotxe bomba a Irlanda, el més assassí del conflicte, és reivindicat per l'Ulster Volunteer Force el 1993, i sospitós d'haver estat organitzat en col·lusió amb els serveis secrets britànics, fa 28 morts i 258 ferits. El rebuig a intervenir de l'exèrcit empeny el govern a cedir davant els vaguistes i suspendre les institucions de repartiment dels poders sortides de l'Acord de Sunningdale. El 28 de maig, Brian Faulkner dimiteix, la qual comporta la reintroducció del Direct Rule
L'IRA Provisional, i el moviment republicà al Nord en general, experimenten les mesures d'internament i les execucions sumàries de l'exèrcit britànic a partir de 1972. Els «provisionals» reforcen tanmateix el seu arsenal, important armes, entre altres llocs, de Líbia i dotant-se de llançacoets i de detonadors a distància (minimitzant així les pèrdues civils). Per prevenir els possibles riscos de la repressió, l'organització es va dividir en cèl·lules L'agost de 1973, posa en marxa una campanya de bombes incendiàries a Anglaterra. La repressió d'atemptats mortífers de l'IRA dona lloc a diversos errors judicials : Els Quatre de Guildford i els Set de Maguire, Judith Ward i els Sis de Birmingham.
Es revifa un moviment popular durant el mes de juliol de 1973, en el moment d'una vaga de fam de dos dirigents de People's Democracy (empresonats per aldarulls), per tal d'obtenir l'estatut de presoner polític. El Political Hostages Release Committee (Comitè per a l'alliberament dels ostatges polítics) organitza manifestacions i es produeixen aldarulls. Malgrat l'alliberament dels dos presoners, el moviment continua prenent amplitud Al començament de l'any 1973, l'IRA Provisional, sota la influència de Dáithí ó Conaill i Séamus Twomey, comença un tomb cap a l'esquerra i el socialisme El 1974, com a prova d'apaivagament, el Sinn Féin (al mateix temps que l'Ulster Volunteer Force) és autoritzat a Irlanda del Nord i el juny, participa per primera vegada a les eleccions municipals. Gràcies a la mediació del clergat protestant, el desembre de 1974 s'organitzen converses entre el govern britànic i l'IRA provisional. Aquest anuncia, el 22 de desembre, una treva per al període de Nadal.

### 1975-1979: treva i criminalització
La treva havia de finalitzar el 2 de gener de 1975. El govern britànic, mitjançant el diplomàtic James Allan i l'agent de l'MI6 Michael Oatley, i l'IRA Provisional comencen negociacions secretes. Prometent alliberar els internats i mantenir converses en vista d'una retirada militar, els britànics obtenen de l'IRA provisional una treva il·limitada, anunciada el 8 de febrer. Els Truce Incident Centers (Centres de control de la treva), controlats pel Sinn Féin, han de verificar el respecte de la treva. La violència es reprèn a poc a poc en el transcurs de l'estiu del 1975. Hi participen unitats autònomes i organitzacions testaferros de l'IRA Provisional. Els Truce Incident Centers són tancats el 12 de novembre i la treva, que no en tenia més que el nom, finalitza, tot i que, secretament, continuen converse entre l'IRA Provisional i el govern britànic.
El desembre de 1974, l'Irish Republican Socialist Party s'escindeix del Partit dels Treballadors d'Irlanda En resposta, l'IRA Oficial posa en marxa a començaments de 1975 una campanya d'assassinats, de vegades amb col·laboració amb l'Ulster Volunteer Force,contra els membres de la nova organització.
A la tardor 1975, esclata un conflicte entre els "provisionals" i els "oficials", que fa diversos morts. L'Irish National Liberation Army, branca armada de l'Irish Republican Socialist Party, s'acosta militarment a l'IRA Provisional.
En el transcurs de l'any 1977, el Provisional Irish Republican Army es reorganitza en cèl·lules, sota l'impuls de Gerry Adams i Martin McGuinness. El paper del Sinn Féin també és precisat : es tracta, d'ara endavant, de fer-ne una organització de masses, tant al nord com al sud. Es crearan diverses unitats que actuaran a l'estranger contra els interessos britànics. El 1979, els provisionals maten Richard Sykes, l'ambaixador britànic als Països Baixos, Lluís Mountbatten, l'oncle de la reina d'Anglaterra Elisabeth II, mentre que l'Irish National Liberation Army abat Airey Neave, un parent de Margaret Thatcher. Els paramilitars republicans apunten d'ara endavant personalitats de primer pla.
Els «lleialistes» són contraris a la treva i esperen fer-la fracassar atacant la població catòlica per tal del que l'IRA Provisional reprengui les armes per defensar els guetos. Es funda una nova organització que coordina els diferents grups paramilitars, l'Ulster Loyalist Central Co-ordinating Committee.
Reforçats per la seva victòria electoral de maig de 1975, els lleialistes es preparen per a una retirada britànica i per a una presa militar del poder d'una Irlanda del Nord independent tant d'Irlanda com del Regne Unit, similar a la independència de la República de Rhodèsia en 1965. El 2 de maig de 1977, el United Unionist Action Council, que reagrupa l'Ulster Workers' Council i altres grups paramilitars, llança una nova crida a la vaga general, sobre el model de la de 1974. Però la vaga fracassa i s'atura onze dies més tard. La multiplicació dels atemptats sectaris juga en contra dels lleialistes, i el novembre de 1975, l'Ulster Volunteer Force és de nou prohibit. En la segona meitat dels anys 1970 s'obren processos sobre les violències lleialistes. Així, onze membres de la banda dels Shankill Butchers són condemnats a quaranta-dues penes de presó a perpetuïtat.
Les eleccions de maig de 1975, un esbós de solució política, són un fracàs. En haver cridat al boicot (d'on en resulta un 40% d'abstenció), els lleialistes obtenen una àmplia victòria. No obstant això, es percep una voluntat de sortida de la crisi, tant en la població i els governs, com en els grups paramilitars. El desembre de 1976 és votada l'Fair Employment Act (Acta de la feina justa), una temptativa d'acabar amb la discriminació en la contractació. L'agost de 1976, la mort de tres nens fa néixer un moviment pacifista espontani, que aviat es transformarà en Peace People per Mairead Corrigan i Betty Williams. Els paramilitars dels dos bàndols comencen converses de pau,al final de l'any, sense el govern britànic, per intermediació dels advocats Desmond Boal per als lleialistes i Seán MacBride per als republicans, però el projecte fracassa al començament de l'any següent. Certes personalitats internacionals, com ara el president americà Jimmy Carter el 1977 i el papa Joan Pau II el 1979 criden a la resolució del conflicte. El maig de 1979, els conservadors guanyen les eleccions britàniques, portant Margaret Thatcher al poder. L'homicidi d'un dels seus parents, Airey Neave, per l'Irish National Liberation Army al mes de març explica en part la seva intransigència envers els republicans i els nacionalistes irlandesos. A partir de 1975, la política britànica a Irlanda del Nord s'organitza segons dos eixos : la criminalització i la «ulsterització».

### Protestes dels presos republicans
La treva de 1975 posa fi a l'internament sense procés, però els processos sense jurat i amb un sol jutge continuen. El 4 de novembre de 1975 s'anuncia la fi del Special Category Status, aplicable a partir de l'1 de març de 1976. D'ara endavant, les infraccions paramilitars són jutjades com de dret comú a Irlanda del Nord, mentre s'estableixen noves mesures asseguradores al Sud.Des de 1976, els presoners republicans de la Presó de Maze es neguen a portar l'uniforme de presoners de dret comú. Aquesta Blanket protest (literalment «protesta de la manta») s'amplia : a mitjans de l'any 1977, es compten al voltant de 150 participants El 1978 al voltant de 300 El març de 1978, el moviment pren una altra envergadura amb la Dirty protest (literalment «protesta de la brutícia»). Els presoners republicans es neguen a sortir de la seva cel·la per rentar-se per protestar contra la violència dels guardians. Llavors, llancen la seva orina als passadissos de la presó i embruten els murs de la seva cel·la amb els seus excrements. Però el govern britànic no reacciona.

### 1979-1990: l'era Thatcher
El febrer de 1979, Richard Sykes, ambaixador britànic als Països Baixos, és assassinat. El 27 d'agost, el vaixell de Lluís Mountbatten, oncle de la Reina d'Anglaterra, explota al llarg de Mullaghmore a Irlanda i el mateix dia, l'IRA va matar 18 soldats britànics a Warrenpoint al Comtat de Down, i el Taoiseach Jack Lynch va discutir una revisió radical de la seguretat i una major cooperació transfronterera amb la nova primera ministra britànica, Margaret Thatcher, dimitint poc després.
Al començament dels anys 1980, els conflictes dels H Blocks (sobrenom dels edificis de les presons, en forma de «H») s'intensifiquen, contribuint a donar una ressò internacional als problemes d'Irlanda del Nord. El gener de 1980, els presoners republicans fan paleses les seves reivindicacions, que seran conegudes com les Five Demands. El 10 d'octubre, el Sinn Féin anunci una vaga de fam per al 27, seguida per sis membres de l'IRA Provisional i un de l'Irish National Liberation Army, detinguts a Long Kesh, a la qual s'uniran 4 presos més de l'IRA provisional l'1 de desembre i 23 altres presos el dia 10. Un acord entre l'IRA Provisional i el govern britànic posa fi a la protesta. El dia de l'aniversari del Special Category Status, o sigui l'1 de març de 1981, Bobby Sands, oficial de l'IRA Provisional, es nega a alimentar-se, començant una segona vaga de fam. Altres presos de l'IRA provisional s'uneixen al moviment. Els republicans presenten alguns dels vaguistes a les eleccions a Irlanda del Nord i del Sud. El 10 d'abril, Bobby Sands és elegit diputat a la Cambra dels Comuns, provocant un fort remolí polític i mediàtic, però mor el 5 de maig. L'11 de juny, Kieran Doherty és escollit Diputat a Irlanda, però mor el 2 d'agost. En total, onze presoners troben la mort durant aquesta vaga, malgrat les temptatives d'intervenció de la Creu Roja, del Tribunal Europeu de Drets Humans, del Vaticà i del govern irlandès. Arreu al món es formen comitès de suport als vaguistes i certs Estats, entre els quals l'Iran, l'URSS i diverses antigues colònies britàniques, critiquen l'acció de la Gran Bretanya.
Margaret Thatcher refusa efectivament tot compromís, segons la seva fórmula: «Hom no parla pas amb terroristes» malgrat que es donen contactes entre l'MI6, l'IRA Provisional i certs presoners. De resultes de la defunció dels vaguistes, l'IRA Provisional condemna a mort el Primer Ministre. El 16 d'octubre de 1984, a les 2:45 de la matinada, esclata una bomba de l'IRA Provisional explota al Gran Hotel de Brighton, seu de la convenció anual del Partit Conservador. Cinc persones moren, però Margaret Thatcher se n'escapa per poc.
Durant tota la duració del seu mandat, Margaret Thatcher refusa tota discussió amb grups armats, ja sigui l'IRA Provisional o el Congrés Nacional Africà. Aquesta inflexibilitat es tradueix per una propaganda creixent dels serveis secrets britànics durant la segona vaga de fam Al començament dels anys 80, s'acompanya d'una verdadera campanya d'assassinats de part dels grups paramilitars legitimistes i dels serveis secrets, que de vegades actuen concertadament, i fins i tot en certs casos amb l'acord del Primer MinistreAlgunes unitats militars i policíaques, com ara l'E4A o el Special Air Service es troben implicades en una presumpta «política de tirar a matar» Aquests homicidis apunten a les personalitats polítiques republicanes, en particular a aquelles que donen suport a la lluita dels presonersAl final del decenni, es faran diverses revelacions sobre l'activitat dels britànics des del començament dels Trastorns, gràcies, alhora, a la investigació de periodistes, de policies com John Stalker i per les confessions d'antics dels serveis secrets, com ara Peter Wright: falsos atemptats, desestabilització del govern laborista el 1974, esquadró de la mort, etc.

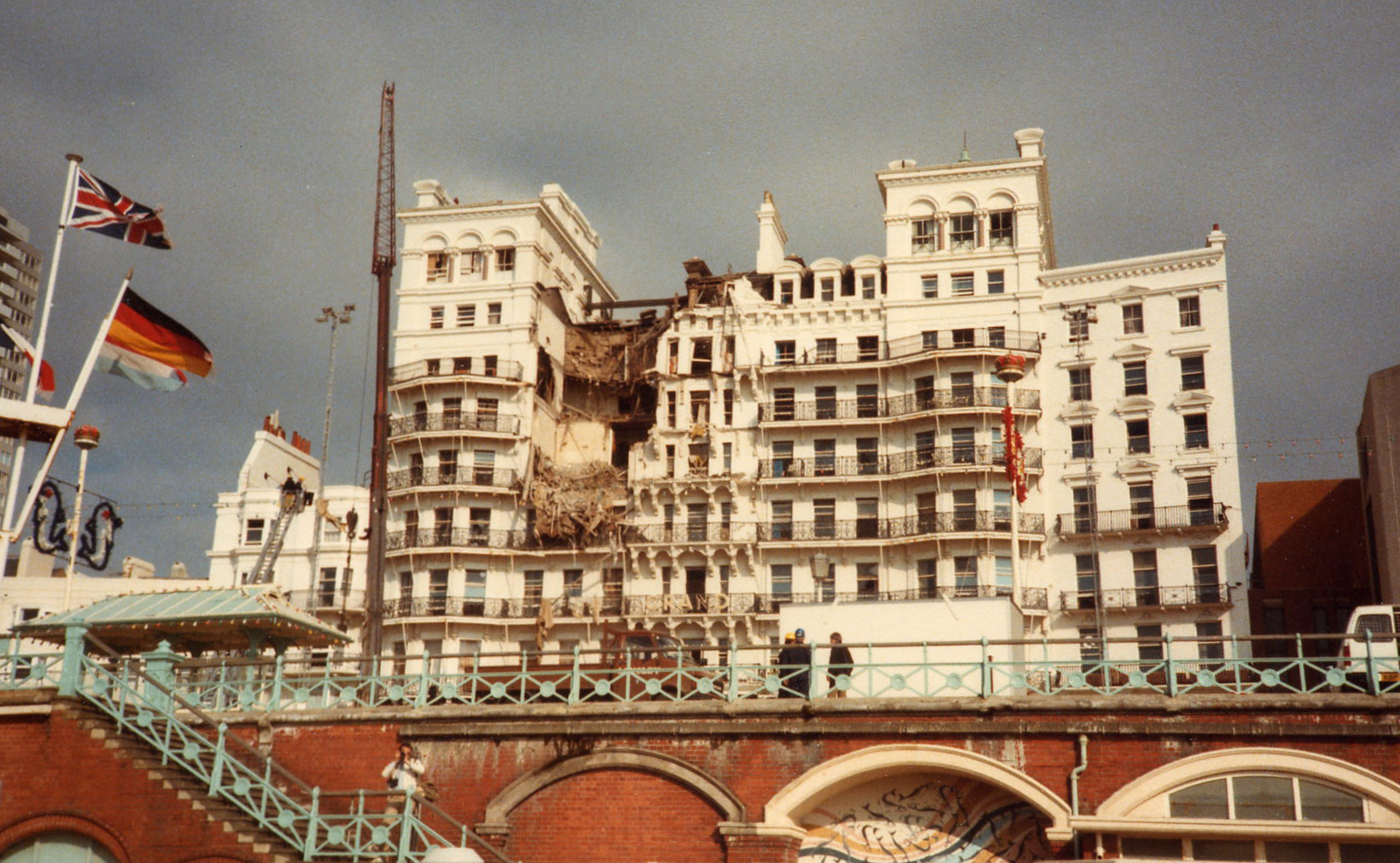
El 1984, l'IRA Provisional prova d'assassinar Margaret Thatcher fent explotar una bomba al Gran Hotel de Brighton.

El camp republicà es transforma profundament en el transcurs del decenni. La Convenció general de l'IRA Provisional es reuneix el 20 de setembre de 1986 al comtat de Meath i el Sinn Féin celebra el seu Ard Fheis (el congrés del partit) el 2 de novembre. S'enfronten dos corrents: d'una banda, els partidaris de l'electoralisme, o sigui (Gerry Adams, Martin McGuinness, Patrick Doherty, etc. I de l'altre, els tradicionalistes, partidaris de l'abstencionisme (Ruairí ó Brádaigh, Seán Macstíofáin, etc.) L'octubre, la Convenció general jura continuar la lluita armada però obre la via a una més àmplia participació en la vida política electoral. Després del congrés, es va proposar de posar fi a la tradició republicana. La moció és acceptada per 429 vots contra 161. Els tradicionalistes deixen llavors el Sinn Féin per fundar el Sinn Féin Republicà. Segons l'expressió de Danny Morrison, serà la d' «Armalite and Ballot Box» (Armalita i urna).
Durant les vagues de fam de 1981, l'Irish National Liberation Army, contràriament a l'IRA Provisional, multiplica els atemptats. L'organització fa implosió l'any següent després de la detenció del seu líder, Dominic McGlinchy. Els ajustaments de comptes sagnants entre els diferents grups obliguen Gerry Adams a demanar l'autodissolució de l'Irish National Liberation Army el 1987. Llavors, els seus membres semblen haver abandonat majoritàriament la lluita armada, de vegades per dedicar-se a activitats criminals.
Al començament dels anys 1980, la Gran Bretanya i Irlanda intenten resoldre el conflicte mitjançant un diàleg entre els dos Estats : Pla Prior des de 1982,New Ireland Forum Anglo-Irish Agreement en novembre de 1985. Aquest acord provoca la ira dels unionistes perquè atorga a Irlanda una posició de control sobre la política nord-irlandesa. El Social Democratic and Labour Party endega, l'11 de gener de 1988, converses amb el Sinn Féin, en vista d'una coalició electoral nacionalista, que dugui cap a una solució política i, per tant, un desarmament de l'IRA Provisional. L'any 1989 marca el verdader punt de partida del procés de pau del decenni següent. El Secretari d'Estat per a Irlanda del Nord Peter Brooke reconeix que dubta d'una possible victòria militar sobre l'IRA Provisional i si disminueix la seva acció, consideraria el fet de mantenir-hi converses. El març de 1990, per veu del Sinn Féin, l'organització refusa tot alto el foc com a condició prèvia a les discussions. El mes de novembre, el conservador John Major reemplaça Margaret Thatcher al lloc de Primer Ministre. L'IRA Provisional anuncia una treva de tres dies per a Nadal, la primera des de 1975.

### 1991-1998: procés de pau
Des del 7 de febrer de 1991, l'IRA Provisional adverteix el nou Primer Ministre de la persistència del problema nord-irlandès atacant amb morter la seva pròpia residència, el 10 de Downing Street. Però, nombrosos actors comencen discussions tendents a portar la pau : els serveis secrets, partits polítics, membres del clergat, etc. Durant el 1992, el Social Democratic and Labour Party intenta d'arribar a un acord amb els unionistes. i després el 1993 (per intermediació de John Hume, Martin McGuinness i Gerry Adams) amb el Sinn Féin. El més important suport als republicans ve, tanmateix, de més enllà de l'Atlàntic, quan el candidat demòcrata Bill Clinton, en plena campanya per a les eleccions presidencials de 1992, critica la política britànica a Irlanda del Nord.

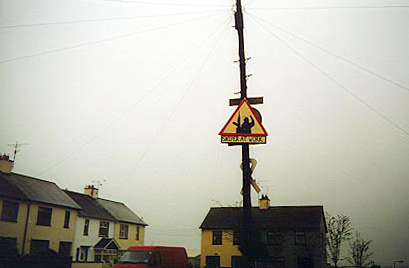
Durant els primers anys de la dècada de 1990, l'IRA Provisional feia un ampli ús dels franctiradors

Malgrat aquests avenços, la violència continua per ambdues bandes. Els lleialistes (legitimistes) reprenen les seves campanyes d'assassinats sectaris, però també de membres del Sinn Féin i de les seves famílies. L'IRA Provisional llança una campanya d'atemptats amb bomba a Anglaterra (Atemptats de Warrington, atemptats a la City, etc.) Assumeix d'altra banda un paper de policia, atacant el tràfic de drogues, i duu a terme verdaders raids. o fins i tot abatent traficants, com ara Martin Cahill El 15 de desembre de 1993, els Primers Ministres britànic i irlandès, John Major i Albert Reynolds, en la Declaració de Downing Street, afirmen el dret a l'autodeterminació per als nord-irlandesos. Conscient de l'avanç del procés de pau, l'IRA Provisional decideix un alto el foc el 31 d'agost de 1994. seguit per l'Ulster Volunteer Force i l'Ulster Freedom Fighters el 9 de setembre.
El gener de 1994, Bill Clinton concedeix un visat limitat per als Estats Units a Gerry Adams. S'aixeca la prohibició de l'accés als mitjans de comunicació britànics als republicans, nacionalistes i lleialistes. Mentre els diferents grups paramilitars estudien les seves possibles evolucions en l'esfera política després de la pau, les converses s'encallen sobre la qüestió del desarmament, que és administrada per una comissió internacional, l'Independent International Commission on Decommissioning, reconeguda el 1997 pels governs britànic i irlandès. Al cap d'un any i mig de treva, el 9 de febrer de 1996, l'IRA Provisional, decebut per la manca d'avanç del procés de pau, romp l'alto el foc, reprenent la seva campanya d'atemptats a Anglaterra, mentre que es comencen a formar dissidències en el camp dels paramilitars republicans. A les activitats del l'Irish National Liberation Army s'hi afegeixen les de l'IRA de la Continuïtat, branca armada del Sinn Féin Republicà.

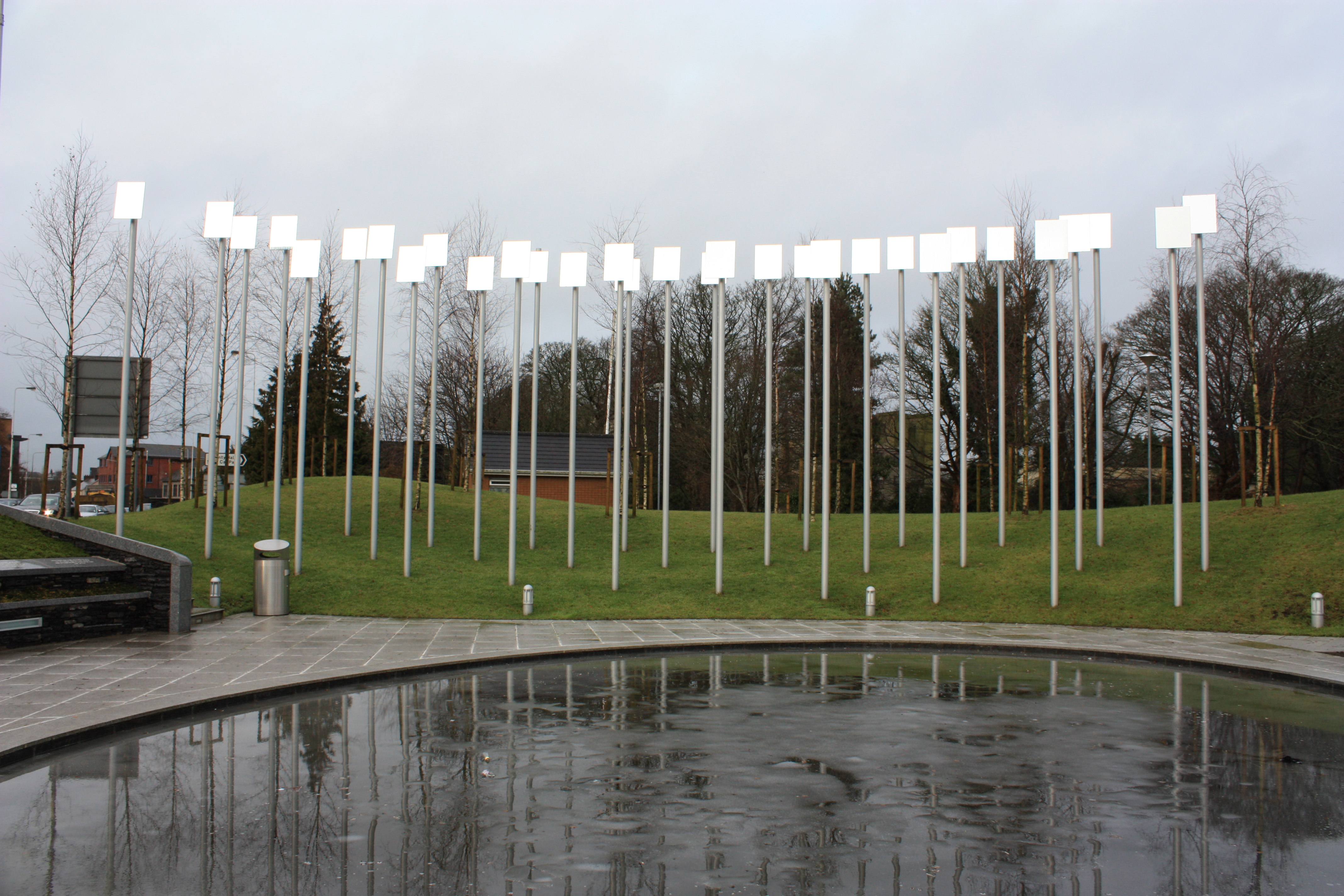
Memorial de l'atemptat d'Omagh, un dels més mortífers del conflicte.

El maig del 1997, el Partit Laborista guanya les eleccions i Tony Blair esdevé Primer Ministre del Regne Unit. Declara la seva voluntat de mantenir negociacions amb els republicans si l'IRA Provisional acorda un nou alto el foc.
| « | Volem una pau permanent i per tant, estem preparats per millorar la recerca d'acords de pau democràtica a través de negociacions reals i inclusives. | » |

El 18 de juliol de 1997 el president del Sinn Féin, Gerry Adams va revelar que ell i Martin McGuinness havien instat la direcció de l'IRA a restablir el cessament de les operacions militars anunciat per primera vegada l'agost de 1994, i el 19 de juliol de 1997 l'organitzacio va confirmar el restabliment de l'alto el foc d'agost de 1994 l'endemà i el 9 de setembre, el Sinn Féin anuncia la seva adhesió a la no-violència.
El 10 d'octubre de 1997 es va celebrar una Convenció General de l'Exèrcit de l'IRA Provisional a Falcarragh, Comtat de Donegal. A la convenció, el general d'intendència Michael McKevitt, un dels 12 membres del comitè executiu, va denunciar el lideratge i va demanar la fi de l'alto el foc i la participació en el procés de pau. McKevitt va comptar amb el suport de la seva parella i també membre de l'executiu Bernadette Sands McKevitt, però la seva posició van ser superada per la resta del lideratge i van quedar aïllats. La convenció va recolzar la línia favorable a l'alto el foc, i el 26 d'octubre McKevitt i Sands McKevitt van renunciar a l'Executiu juntament amb altres membres.
El novembre de 1997, Michael McKevitt i altres dissidents van celebrar una reunió en una masia a Oldcastle, al comtat de Meath, i es va formar una nova organització, anomenada Óglaigh na hÉireann, coneguda com IRA Autèntic. El Irish National Liberation Army, IRA de la Continuïtat, Loyalist Volunteer Force (un grup dissident de l'Ulster Volunteer Force) continuen però els seus atemptats, mentre que apareixen de nous grups d'existència efímera, com ara la Catholic Reaction Force o la Direct Action Against Drugs

### L'acord de divendres Sant
El 10 d'abril de 1998 és signat l'Acord del divendres sant per Tony Blair i David Trimble, pel Partit Unionista de l'Ulster, John Hume pel Social Democratic and Labour Party i Gerry Adams pel Sinn Féin Es posa fi a totes les reivindicacions d'Irlanda sobre Irlanda del Nord (inscrites a la constitució irlandesa i s'estableixen les bases del futur govern consociatiu i s'endega un programa de desarmament i d'alliberament dels presoners. El 22 de maig, dos referèndums (un al Nord i un al Sud) santifiquen aquest acord : 77,1% de sí al nord, 94,5% al Sud. La meitat de la població protestant i un 10% dels catòlics voten en contra.
El 25 de juny de 1998 tenen lloc les primeres eleccions per a la nova Assemblea d'Irlanda del Nord. El 15 d'agost, el Real Irish Republican Army fa esclatar un cotxe bomba a Omagh, que causa 28 morts. Aquest atemptat és condemnat pel conjunt dels signataris de l'acord i la població. Dos dies més tard, l'Irish National Liberation Army aprova el pla de pau i declara un alto el foc. L'IRA Autèntic va declarar l'alto el foc en 1999 però va reprendre les seves operacions l'any 2000.
David Trimble i John Hume reben el Premi Nobel de la Pau.

### 1999-2010: desarmament i dissidents

Evolució geogràfica dels resultats electorals entre 1997 i 2010.

El 2 de desembre de 1999, es constitueix el nou govern sorgit de l'Acord del divendres sant David Trimble n'esdevé Primer ministre El Direct Rule és restablert moltes vegades durant el decenni pel Secretari d'Estat per a Irlanda del Nord, principalment a causa de la manca d'avenços en el procés de pau En compliments dels acords de pau, la Royal Ulster Constabulary es transforma en Police Service of Northern Ireland el 4 de novembre de 2001, malgrat l'oposició dels unionistes. Els partits moderats experimenten un retrocés electoral i, el 8 de maig de 2007, Ian Paisley, del Partit Democràtic Unionista, esdevé Primer Ministre d'Irlanda del Nord i Martin McGuinness, antic cap de l'Estat major de l'IRA Provisional i membre del Sinn Féin, Vice-Primer Ministre. En dimitir l'any següent, Ian Paisley és reemplaçat en el càrrec per Peter Robinson, membre del mateix partit
Els actes de violència continuen malgrat l'Acord de Belfast, però en un grau ben menor. Diverses organitzacions dissidents dels grups partícips en el procés de pau continuen amb els atemptats i assassinats:Red Hand Defenders, Orange Volunteers, Continuity Irish Republican Army, etc. El 12 d'octubre de 2001, l'alto el foc de l'Ulster Defence Association, dels Ulster Freedom Fighters i de la Loyalist Volunteer Force és considerat com a nul per part del govern britànic.
Els ajustaments de comptes i els assassinats de traficants de droga formen el gruix de la violència paramilitar del decenni, malgrat l'activitat renovada contra la Gran Bretanya de grups dissidents republicans com el Real Irish Republican Army o el Continuity Irish Republican Army, que colpegen fins i tot Londres. El 28 de juliol del 2005 l'IRA Provisional anuncia la fi de la seva activitat armada seguit l'11 d'octubre del 2009 per l'Irish National Liberation Army
El desarmament dels grups paramilitars progressa al llarg dels anys 2000. Si la Loyalist Volunteer Force ja havia tornat algunes de les seves armes el desembre de 1998, cal esperar juny de 2000 perquè es lliurin els primers estocs d'armes de l'IRA Provisional. L'Independent International Commission on Decommissioning s'assegura del total desarmament del Provisional Irish Republican Army el 26 de setembre del 2005, de l'Official Irish Republican Army i de l'Irish National Liberation Army en 2010. L'Ulster Volunteer Force i els Red Hand Commandos comencen a lliurar les seves armes a partir del 18 de juny del 2009, seguits per l'Ulster Defence Association.

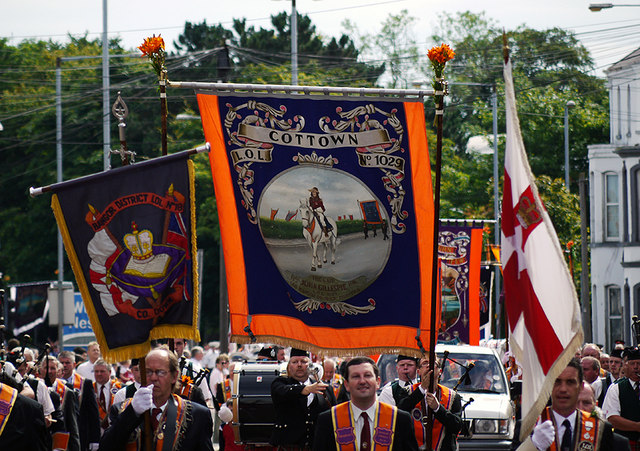
Exhibició dels Orangistes, 12 juliol de 2010, a Bangor

La violència interconfessional, nogensmenys, no resta pas totalment extinta. I de fet es construeixen regularment Peace Walls per limitar el risc d'enfrontaments i esclaten, regularment, disturbis, quan tenen lloc les paredes orangistes, en particular a Portadown o fins i tot al voltant d'escoles catòliques situades en un barri protestant

## Un conflicte armat
Segons el Police Service of Northern Ireland, de 1969 a 2003, hi va haver 36.923 tirotejos, 16.209 atemptats o temptatives d'atemptats amb bomba, 2.225 incendis o temptatives d'incendis provocats. Entre 1972 i 2003, 19.605 van ser acusades de presumptes delictes de terrorisme.
El cost humà del conflicte és de 3.526 morts, entre 1969 i 2001, segons Malcolm Sutton:
- 2.058 foren abatuts pels grups paramilitars republicans ;
- 1.018 foren abatuts pels grups paramilitars lleialistes ;
- 363 foren abatuts per les forces de seguretat britàniques ;
- 1.842 són civils ;
- 1.114 són membres de les forces de seguretat britàniques ;
- 393 són paramilitars republicans ;
- 167 són paramilitars lleialistes.

El Northern Ireland Annual Abstract of Statistics calcula, entre agost de 1969 i el 2002, un total de 22.539 robatoris a mà armada per un import total de 43.074.000 lliures esterlines.
Segons el Police Service of Northern Ireland, les forces de seguretat es van confiscar, entre 1969 i 2003, d'un total de 12.025 armes de foc i 112.969 quilos d'explosiu.

### Forces de seguretat oficials
El conflicte s'estén, de vegades, fora d'Irlanda del Nord, i implica diferents forces de seguretat (exèrcit, policia, serveis d'informació) arreu dle món, com ara el Federal Bureau of Investigation o la policia de Dinamarca. Tanmateix, les principals forces de l'ordre implicades són les d'Irlanda del Nord i, en un grau menor, les d'Irlanda (les Forces irlandeses de Defensa i la Garda Síochána na hÉireann) i les de la resta de la Gran Bretanya.
El Royal Ulster Constabulary (RUC), creat en 1922, és la principal força de policia nord-irlandesa. El seu reclutament, principalment protestant, li comporta nombroses crítiques, que fan que sigui reemplaçada per la Police Service of Northern Ireland en 2001 Dins la seva organització, hi ha diverses branques especials, com ara l'E4A o la Special Branch. Fundada en 1920, l'Ulster Special Constabulary (B-Specials) és una força complementària de policia, però el seu reclutament essencialment protestant i la seva participació en els fets violents de l'estiu de 1969, comportarà la seva transformació en una unitat militar, l'Ulster Defence Regiment (UDR).
L'Exèrcit britànic intervé des de 1969 en el conflicte i és responsable de 316 morts durant el conflicte. El govern va reduir a poc a poc la seva presència en benefici de l'Ulster Defence Regiment, de reclutament local. Fundat el 1970, aquest regiment, compost, en la seva immensa majoria, per protestants, es troba implicat en afers de col·lusió amb els grups paramilitars lleialistes, la qual cosa conduirà a la seva dissolució el 1992, en el Royal Irish Regiment.
Diversos serveis d'informació i forces especials britàniques es troben actives en el conflicte, sense actuar del tot directament a Irlanda del Nord: són l'MI5, MI6, Defense Intelligence Staff, Special Military Units, etc. L'Special Air Service (SAS), força d'elit de l'exèrcit britànic, es troba actiu a partir de 1970 a Irlanda del Nord (tot i que oficialment no serà enviat fins al 1976). Duu a terme operacions de desestabilització i d'intoxicació (atemptats « operacions de falsa ensenya », falsos grups, etc.) i es trobarà implicat en una «política de tirar a matar».
Entre 1973 i 1998, les forces de seguretat utilitzen 125.000 bales de plàstic, que causen molts morts.

### Grups paramilitars lleialistes
Diversos grups paramilitars lleialistes intervenen en el conflicte. Si bé l'Ulster Defence Association (fundada en 1971) és l'organització més important pel que fa al seu nombre de membres (en el seu apogeu, en va arribar a tenir 30.000), l'Ulster Volunteer Force (fundada en 1966) ho és pel seu grau de violència, que farà 426 morts durant el conflicte. Alguns grups coneixeran un període de legalitat (l'Ulster Defence Association fins al 1992 i l'Ulster Volunteer Force entre 1974 i 1975) i utilitzen, per reivindicar les seves accions, noms manllevats, com ara l'Ulster Freedom Fighters a partir de 1973 per a l'Ulster Defence Association. Apareixen moltes faccions de manera episòdica, durant els Troubles, de vegades sospitoses d'ésser dissidents o bé testaferros d'altres grups: Red Hand Commandos (fundada en 1972), Orange Volunteers (fundada en els anys 1970), Ulster Service Corps (fundada en 1976), etc. Durant diverses vegades, els paramilitars lleialistes intenten federar-se: Ulster Army Council, Ulster Loyalist Central Co-ordinating Committee, United Unionist Action Council, Combined Loyalist Military Command, etc.

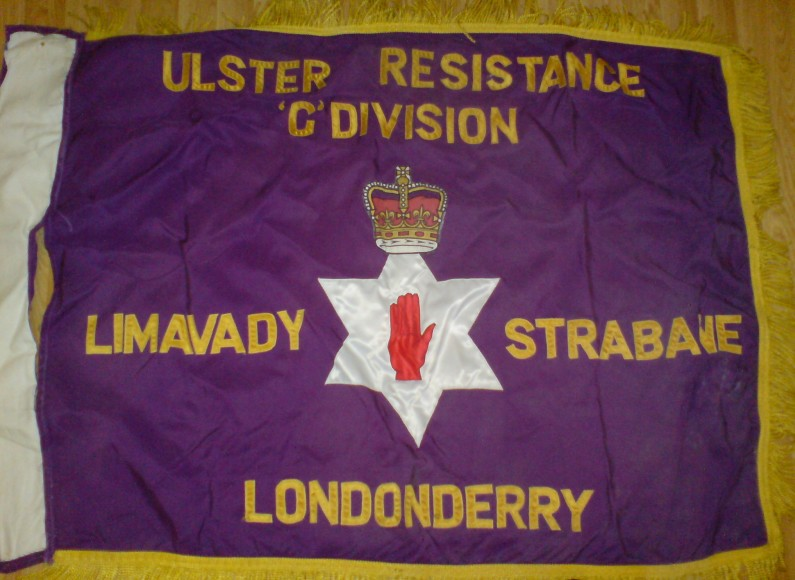
Bandera d'una secció local de lUlster Resistance.

En el curs del procés de pau, i en particular després de l'Acord de Divendres Sant, apareixen noves organitzacions, algunes sospitoses d'ésser dissidents o testaferros d'altres grups que havien donat suport a l'acord: (Ulster Defence Association, Ulster Volunteer Force, Ulster Freedom Fighters) : Red Hand Defenders (fundada en 1998), Orange Volunteers (reapareguda en 1998), Loyalist Volunteer Force (fundada en 1996), Ulster Resistance (fundada en 1986), etc. En 2009-2010, l'Ulster Defence Association, l'Ulster Freedom Fighters, l'Ulster Volunteer Force i els Red Hand Commandos comencen llur desarmament.
L'arsenal d'aquestes organitzacions està compost de subfusells Uzi, fusells d'assalt AK-47, diferents armes de foc curtes, armes artesanals, de vegades llança-coets RPG-7 i explosius (principalment Powergel, de vegades artesanals)

### Grups paramilitars republicans
Si fa no fa, tots els grups paramilitars republicans del conflicte tenen una filiació més o menys directe amb l'escissió del 1922 de l'Irish Republican Army. Després de la batalla de Bogside en 1969, aquest esclata en dues organitzacions: la tendència militarista funda el Provisional Irish Republican Army, la tendència política l'Official Irish Republican Army. Quan l'Official Irish Republican Army declarà un alto-el-foc en 1972, el Provisional Irish Republican Army va esdevenir ràpidament el principal grup paramilitar republicà, i comptava, en el seu apogeu, segons les estimacions, amb un nombre de membres que oscil·lava entre 1.500 i 6.000 i és responsable de 1.824 morts durant el conflicte. A continuació apareixen diversos grups, sovint sospitosos de representar l'ala militar dels partits polítics, a la manera de l'IRA i del Sinn Féin : Irish National Liberation Army (fundat en 1975, sospitós d'ésser la branca militar del Irish Republican Socialist Party), Continuity Irish Republican Army (aparegut en 1996, potser la branca armada del Sinn Féin Republicà), Real Irish Republican Army (fundat en 1997, sospitós d'ésser la branca militar del Moviment per la Sobirania dels 32 Comtats), etc. La major part sembla estar formada per dissidents de l'IRA Oficial o l'IRA Provisional. Fins i tot Saor Éire, actiu principalment a Irlanda de 1967 a 1975, neix d'una escissió de l'Irish Republican Army.
La implicació del Provisional Irish Republican Army en el procés de pau fa aparèixer grups dissidents o sospitosos d'ésser simples testaferros: Continuity Irish Republican Army, Real Irish Republican Army, Óglaigh na hÉireann, Direct Action Against Drugs, etc. A poc a poc, les principals organitzacions deposen les armes: el Provisional Irish Republican Army en 2005, l'Official Irish Republican Army i l'Irish National Liberation Army en 2010.
L'arsenal dels grups republicans és format per fusells d'assalt (AK-47, AR-15, AKM), metralladores (FN MAG, DShK), llança-granades RPG-7, míssils terra-aire 9K32 Strela-2, llançaflames LPO-50, armes de foc curtes i moltes tones d'explosiu Semtex. El Provisional Irish Republican Army utilitza també nombroses armes i explosius artesanals.
Segons les estimacions del general James Glover en 1979, l'IRA Provisional gasta cada any 950.000 lliures esterlines per al conflicte; les fonts de finançament provenen sobretot dels botins de diversos robatoris a mà armada (550.000 lliures esterlines), l'extorsió (250.000 lliures esterlines) i l'ajut de l'estranger (120.000 lliures esterlines).

## Una guerra contra-subversiva
El conflicte nord-irlandès és de vegades descrit com un «camp de proves» de la repressió antiguerrilla. Les respostes polítiques, militars, socials com de seguretat britàniques a la crisi fan part d'una estratègia global de guerra contra-subversiva. Un dels seus «mestres de cerimònia» és Frank Kitson, responsable militar de Belfast i autor d'Operacions de baixa intensitat - subversió, insurrecció i manteniment de l'ordre.

### Manteniment de l'ordre
Un arsenal legislatiu dona suporta l'acció de les forces de seguretat, específicament a Irlanda del Nord (Special Powers Act, Northern Ireland (Emergency Provisions) Act 1973). A Irlanda hi ha una figura equivalent, coneguda com Offences against the State Acts. Aquestes lleis donen poders extensos a la policia i a la justícia : empresonament sense motiu, perquisició sense mandat, censura, prohibició dels concentració, tribunal sense jurat, detenció preventiva prolongada, etc. La mesura més emblemàtica és l'internament sense procés prevista per l'Special Powers Act a Irlanda del Nord i l'Offences against the State Acts de 1939 a Irlanda.
L'eix més visible d'aquesta estratègia és la militarització de les operacions de manteniment de l'ordre. L'exèrcit obté un paper de policia mentre s'introdueixen noves tecnologies i tàctiques: Gas cs, Gas cn, desplaçament de les poblacions, bales de plàstic, saturació dels guetos, ús de productes defoliants, identificació policial massiva de la població, ús de carros de combat, etc.
Moltes vegades, el SAS, l'MI5 i l'MI6 intenten desestabilitzar els grups armats dels dos bàndols, en una òptica d'estratègia de tensió, creant falses organitzacions, jugant sobre les dissidències al si dels moviments republicans i lleialistes o fins i tot impedint acostaments entre aquestes dues tendències.
Les autoritats britàniques actuen de manera il·legal a diversos nivells en la seva lluita contra els republicans. El govern és sovint acusat d'haver establert una política de "tirar a matar". Els assassinats de civils com ara membres de partits polítics i de grups paramilitars es multipliquen des del començament dels anys 1970. Al darrere d'ells s'hi troben els serveis secrets o el SAS o fins i tot lleialistes o gàngsters a sou d'ells, com ho revela la detenció el 1973 de Kenneth Littlejohn.

### Tortura i maltractaments
En nombroses ocasions al llarg del conflicte, les forces de seguretat britàniques seran acusades d'utilitzar la tortura contra presoners i sospitosos. En 1971, els interpel·lats de l'Operació Demetrius, que marca el principi de la política d'internament, denuncien un ús sistemàtic de la tortura, la qual cosa és negada per les autoritats. Els sacerdots catòlics Faul i Murray estableixen una llista de 25 tècniques de tortura que s'haurien aplicat a les persones detingudes. Aquestes tècniques anirien des de la tortura psicològica a l'ús d'électroxocs, passant per l'agressió física. El 1971, Amnistia Internacional va publicar un informe on denunciava l'ús de la tortura per part de les forces de seguretat. L'ONG en va publicar un altre el 1978. El mes de novembre de 1971, una comissió d'investigació britànica, presidida per Edmund Compton, refusa el terme "tortura", però admet «maltractaments». Per raó d'una queixa presentada per Irlanda, el Tribunal Europeu de Drets Humans comença una investigació sobre l'ús de la tortura a Irlanda del Nord. Identifica fins a cinc tècniques d'interrogatori, però no les reconeix com a tortura sinó com a «tractes inhumans i degradants», tot i remarcar les violacions de la llei per part de les forces de l'ordre. La comissió, tanmateix, remarca que l'Special Branch de la Royal Ulster Constabulary va assistir a un curs sobre tortura l'abril de 1971. Alguns historiadors, com ara Roger Faligot, consideren que la tortura va ser utilitzada en nombroses ocasions durant el conflicte.

### Suport als moderats i criminalització
Els britànics, tant a nivell del govern com de l'exèrcit i els serveis secrets, s'asseguren de l'aparició de forces alternatives als moviments republicans, legals o il·legals. Donen suport també a la creació del Social Democratic and Labour Party, però també de diferents moviments per la pau, com ara Peace People o fins i tot programes socials com ara la Northern Ireland Playground Association, destinada als joves. Es tracta de retirar als republicans llur suport popular.

Els presos republicans i lleialistes - i aquells que els donen suport - lideren diverses lluites al llarg del conflicte per tal de millorar llurs condicions de detenció. Les seves principals reivindicacions són l'obtenció de l'estatut de pres polític, presentada l'1 de març de 1976, o fins i tot de presoner de guerra. El govern britànic utilitza la tàctica anti-subversiva de criminalització. D'altra banda, l'estatut de criminal de dret comú li permet d'utilitzar els serveis d'organitzacions internacionals com ara Interpol, que no accepten de participar en la repressió de moviments polítics. El 5 de maig de 1981, dia de la mort de Bobby Sands a conseqüència d'una vaga de fam, Margaret Thatcher, aleshores Primera Ministra, declara al Palau de Westminster: 
| « | El senyor Sands era un criminal i se l'havia declarat culpable. | » |

 un fet simptomàtic d'aquesta estratègia.

### Batalla de la comunicació
El control de la informació es manté en un lloc important dins de l'esforç britànic en el conflicte. A partir de 1973, per ordre de l'exèrcit, els mitjans de comunicació de la Gran Bretanya limiten les seves informacions sobre els Troubles Es col·loquen membres de l'MI5 i de l'MI6 en nombroses redaccions. Cada dia a Belfast, un oficial de l'exèrcit ofereix una conferència per a la premsa internacional. L’Overseas Information Department, encarregat de la propaganda del Foreign Office i l'MI6 s'encarreguen, després de la mort de Bobby Sands, de difondre la seva versió dels fets amb la premsa estrangeres i els diputats europeus així com de limitar-se l'èxit en els festivals del documental The Patriot Game d'Arthur MacCaig El Political Warfare Executive, lligat a l'MI6, l'Information Policy, servei secret de l'exèrcit britànic i l'Information Research Department del Foreign Office organitzen campanyes de propaganda i d'intoxicació tant a Irlanda del Nord, a Anglaterra com al món sencer.

### Col·lusió entre les forces de seguretat i els grups paramilitars lleialistes
La col·lusió entre els grups lleialistes i les forces de seguretat és denunciada des de principis dels anys 1970 per part dels republicans. Aquesta cooperació es fa a diversos nivells. La Royal Ulster Constabulary arma els avalotadors lleialistes. Membres de grups paramilitars participen en operacions britàniques dels serveis secrets o del SAS (ja sia en assassinats de membres de l'IRA com de civils). Alguns soldats de l'Ulster Defence Regiment són també membres de grups armats lleialistes (grups que s'armen robant armes a l'Ulster Defence Regiment).
Un bon grapat d'investigacions de la policia (com ara la de John Stevens) i d'organismes més o menys independents (Cory Collusion Inquiry, Lawyers Committee for Human Rights, Police Ombudsman for Northern Ireland, etc.) posen de manifest aquesta conclusió, la qual cosa ja era coneguda per l'exèrcit des de 1972.

## Aspectes polítics del conflicte
Si bé comença per reivindicacions socials, el conflicte nord-irlandès consistirà en una àmplia part en un afrontament entre diferents ideologies : l'unionisme, el lleialisme, el republicanisme irlandès, el nacionalisme irlandès, etc. mentre que certs partits intenten superar aquestes separacions tradicionals.

### Els partits britànics
Durant el conflicte, sols dos partits, els més importants de la Gran Bretanya, el Partit Laborista i el Partit Conservador se succeeixen al capdavant del govern. Tradicionalment, hi ha una norma no escrita entre aquests dos partits que prohibeix a l'oposició de criticar l'acció de govern a Irlanda del Nord (tanmateix, el Partit Laborista no la va complir el 1971, en criticar la política de l'internament. Proper als unionistes, fins a 1974, el Partit Conservador, al poder entre 1970 i 1974 i després, de 1979 a 1997, comença el procés de pau implicant-hi els grups paramilitars al començaments dels anys 90, un procés que durà a bon terme el Partit Laborista, fidel a la idea d'una Irlanda unida, fins a l'Acord de Divendres Sant en 1998..

### Les organitzacions unionistes i lleialistes
El Partit Unionista de l'Ulster és el principal partit unionista d'Irlanda fins a l'Acord de Divendres Sant, del qual és un dels artífexs. Pateix aleshores un declivi en benefici del Partit Democràtic Unionista (fundat el 1971 per Ian Paisley i Desmond Boal), que s'oposa a l'acord des del 2007. La política de Terence O'Neill i la participació del Partit Unionista de l'Ulster en els processos de pau provoca diverses escissions al llarg del conflicte.. Molts petits partits, de vegades propers a grups paramilitars, representen les diferents tendències de l'unionisme i el lleialisme: Partit Unionista Progressista, Partit Democràtic de l'Ulster, etc.
L'Orde d'Orange (fundada en 1795) és una important organització unionista, amb prop de 100.000 membres, propera al Partit Unionista de l'Ulster. Les seves "marxes" són sovint objecte de tensions, que voregen els avalots. Durants els Troubles, apareixen diversos grups de pressió o altres sindicats lleialistes, però sense massa suport popular: Loyalist Association of Workers, Ulster Workers' Council, etc.
També trobem alguns partits certament estranys, sorgits del camp lleialista o unionista, com ara l'Ulster Independence Movement, que reclama la independència d'Irlanda del Nord per constituir-la com Estat sobirà, independent a l'hora de Gran Bretanya i d'Irlanda.

### Les organitzacions republicanes i nacionalistes
La major part de les organitzacions polítiques republicanes sorgeixen del Sinn Féin. Després de l'escissió en 1969 de l'IRA, el vell partit esclata en dues tendències: el Sinn Féin Provisional (lligat a l'IRA Provisional) i el Sinn Féin Oficial (lligat a l'IRA Oficial). Aquest últim, de tendència marxista, es transformarà finalment en el Partit dels Treballadors d'Irlanda i només conserva un feble suport electoral. El Sinn Féin Provisional pren embranzida durant els anys 1980, després del seu abandó de l'abstencionisme (fruit d'una escissió, el 1986, sorgeix el Sinn Féin Republicà, proper a l'IRA de la Continuïtat). Els dissidents dels dos IRA, oposats a la treva, formen l'Irish Republican Socialist Party (lligat a l'Irish National Liberation Army). A Irlanda del Nord hi ha diverses organitzacions que donen suport a la causa republicana, i també arreu del món, en concret als Estats Units, com ara l'Irish Northern Aid Committee (NORAID)
Sorgit del moviment pels drets civils i liderat per la Northern Ireland Civil Rights Association (NICRA), el Partit Socialdemòcrata i Laborista esdevé el principal partit nacionalista, però perd el seu suport electoral després de l'Acord de Divendres Sant, en el qual hi participa, en benefici del Sinn Féin.
Tanmateix, durant el conflicte, hi haurà altres partits o organitzacions actives de menor importància, com ara l'Irish Independence Party o el Partit Republicà Laborista.

### Els partits interconfessionals
El Partit de l'Aliança d'Irlanda del Nord (fundat el 1970) és proper als liberals demòcrates. Accepta un govern consociatiu i dona suport a l'Acord de Divendres Sant, però durant el conflicte només tindrà un suport limitat. Fundat en 1968, People's Democracy, sorgit del moviment pels drets civils, és la principal organització d'extrema esquerra que treballar per l'apropament de les dues comunitats. Molts altres partits fora dels arquetips ideològics tradicionals tracten de resoldre políticament el conflicte, però sense aconseguir mai un suport real: New Ulster Movement, Coalició de Dones d'Irlanda del Nord, Partit Laborista d'Irlanda del Nord, etc.

## Causes i impactes sociològics

### Una societat dividida
Els investigadors del Cost of the Troubles Study van observar que hi havia tres factors (el sexe, la religió i el lloc de residència) determinants per estudiar els individus que van participar en el conflicte o que eren víctimes del conflicte. Una gran part de la població considera que la seva vida va canviar per causa de la violència.

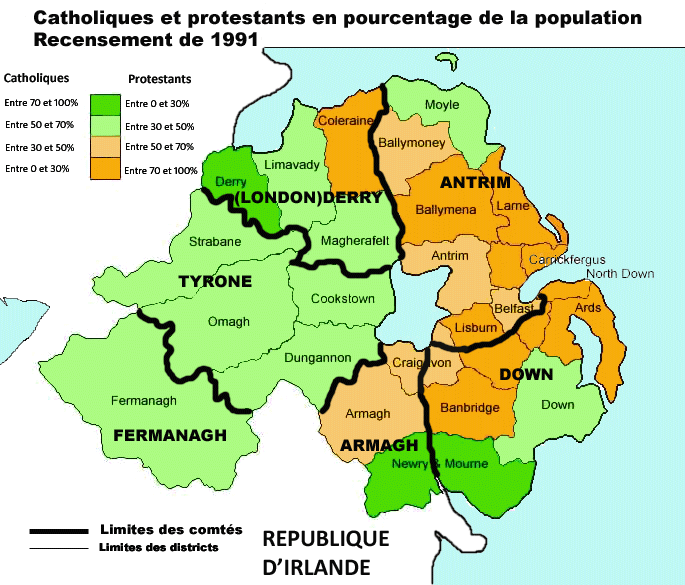
Geografia religiosa d'Irlanda del Nord en 1991.

Si els protestants, en la seva immensa majoria, són partidaris que Irlanda del Nord resti al Regne Unit, les opinions dels catòlics són més dispars, malgrat que una majoria es decanta per la reunificació d'Irlanda. Els protestants es descriuen més sovint com britànics i unionistes mentre que els catòlics es descriuen com irlandesos nacionalistes.
Els catòlics només s'identifiquen amb l'Església Catòlica i durant el conflicte són entre el 34 i el 40% de la població, mentre que els protestants pertanyen a diferents corrents, principalment l'Església d'Irlanda i el presbiterianisme (respectivament, al voltant del 16% i el 20% de la població). La freqüentació dels llocs de culte de les diferents religions és sensiblement més alt a Irlanda del Nord que a Gran Bretanya. Els matrimonis es donen més sovint entre persones de la mateixa comunitat religiosa a Irlanda del Nord que a Gran Bretanya.
L'origen del conflicte, la discriminació social, econòmica i política que afecta la minoria catòlica, ha estat lentament superada per diferents lleis, com ara la Fair Employment Act i els acords de pau, per bé que encara persisteixen algunes disparitats.

### Cost humà del conflicte
| 1966-1969 | Morts | 1970-1979 | Morts | 1980-1989 | Morts | 1990-1999 | Morts | 2000-2009 | Morts    |
| --------- | ----- | --------- | ----- | --------- | ----- | --------- | ----- | --------- | -------- |
|           |       | 1970      | 26    | 1980      | 80    | 1990      | 76    | 2000      | 19       |
|           |       | 1971      | 171   | 1981      | 113   | 1991      | 94    | 2001      | 16       |
|           |       | 1972      | 479   | 1982      | 110   | 1992      | 85    | 2002      | 11 a 16  |
|           |       | 1973      | 253   | 1983      | 85    | 1993      | 84    | 2003      | 10 a 13  |
|           |       | 1974      | 296   | 1984      | 69    | 1994      | 60    | 2004      | 4 a 5    |
|           |       | 1975      | 260   | 1985      | 57    | 1995      | 9     | 2005      | 8 a 12   |
| 1966      | ?     | 1976      | 295   | 1986      | 61    | 1996      | 17    | 2006      | 3 a 4    |
| 1967      | ?     | 1977      | 111   | 1987      | 98    | 1997      | 21    | 2007      | 2 a 3    |
| 1968      | ?     | 1978      | 81    | 1988      | 104   | 1998      | 53    | 2008      | potser 1 |
| 1969      | 16    | 1979      | 121   | 1989      | 75    | 1999      | 8     | 2009      | 3 a 5    |

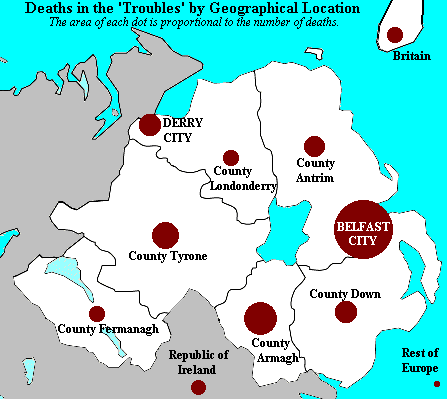
Distribució geogràfica dels morts durant el conflicte.

El recompte exacte de víctimes del conflicte varia segons les fonts.
Segons el Police Service of Northern Ireland, el conflicte va fer 3.349 morts entre agost de 1969 i el 2002 a Irlanda del Nord, i 47.541 ferits entre 1968 i 2003,
Segons la Royal Ulster Constabulary, hi hagué 3.181 morts, únicament a Irlanda del Nord, entre agost del 1969 i desembre del 1995,
Segons Marie-Therese Fay, Mike Morrissey i Marie Smyth, hi hagué 3.601 morts entre 1969 i 1998,
Segons Richard English, hi hagué 3.665 morts entre 1966 et 2001,
Segons Malcolm Sutton, hi hagué 3.526 morts entre 1969 et 2001
- 1842 eren civils ;
- 1114 eren membres de les forces de seguretat britàniques ;
- 393 eren paramilitars republicans ;
- 167 eren paramilitars lleialistes ;
- 3204 eren homes ;
- 1522 eren catòlics nord-irlandesos ;
- 1286 eren protestants irlandesos.[CAIN 14]

### Conseqüències socio-patològiques delsTroubles
La població nord-irlandesa va tenir una presència policial més alta que la resta del Regne Unit. El 1994 hi havia un policia per cada 140 habitants. i això sense comptar la presència militar. Segons diverses investigacions, governamentals i independents, els Troubles són significativament responsables de l'augment de la taxa de suïcidis i de depressions., del consum d'alcohol i de medicaments (antidepressius, somnífers, sedants), així com de diferents problemes de salut, sentiments d'inseguretat, nerviosisme, malsons, etc. Així, prop del 30% de les persones preguntades en el marc del Cost of the Troubles Study patien trastorns per estrès post-traumàtic, més alt entre els catòlics que entre els protestants. En aquest mateix estudi, entre l'11 i el 13% de les persones preguntades, se sentien culpables d'haver sobreviscut al conflicte

## Representacions del conflicte

### ElsTroublesi l'art
Republicans, lleialistes, unionistes, pacifistes, membres del moviment dels drets civils, lleialistes, cadascú posseeix el seu propi repertori de cants, poemes, etc. mentre que els artistes nord-irlandesos i els de tot el món tradueixen llur visió dels esdeveniments. Obres de ficció, (cinema, literatura, etc.) s'ocupen dels Troubles, de vegades únicament com a rerefons.
Des de principis del segle XX es desenvolupen els murals. Iniciats pels unionistes, s'utilitzen tot seguit per delimitar els barris segons llur color polític, i també per manifestar missatges polítics (de suport als paramilitars, als pacifistes o fins i tot al moviment dels drets civils). Aquestes pintures esdevenen una atracció turística a principis dels anys 90
Els diferents protagonistes del conflicte arriben estereotipats al cinema. Si a Jocs de guerra (1992), els republicans, i sobretot l'IRA Provisional pateixen una representació negativa, a L'ombra del diable (1997), són els britànics els que en surten malparats, mentre que el volunteer Frankie McGuire, interpretat per Brad Pitt, apareix com l'heroi perfecte. El cinema contestatari britànic s'ha emparat també de la problemàtica nord-irlandesa per condemnar els atacs contra els drets humans. Això es veu per exemple a Hidden Agenda de l'anglès Ken Loach i a In the Name of the Father de l'irlandès Jim Sheridan. Els esdeveniments clau del conflicte, com ara el Diumenge Sagnant s'han presentant a Bloody Sunday (2002), l'atemptat d'Omagh a Omagh (2004) o el conflicte dels H-Blocks a Hunger el 2008, mentre que a Five Minutes of Heaven, del 2009, es parla de la difícil reconciliació entre les dues comunitats.
Si el moviment pels drets civils reprèn el cant del seu homònim americà (We Shall Overcome), els unionistes i nacionalistes posseeixen llurs cançons partidistes, mentre que els músics critiquen la violència en general (U2 amb Sunday Bloody Sunday), l'acció de les forces de seguretat britàniques (John Lennon i Yoko Ono amb The Luck of the Irish) o la dels grups paramilitars republicans (The Cranberries amb Zombie).

### Historiografia del conflicte
Les investigacions sobre el conflicte s'han concentrat molt de temps en la violència militar i paramilitar. Si el funcionament dels grups republicans (IRA Provisional i Irish National Liberation Army en particular) ha estat l'objecte principal d'estudi, l'anàlisi dels grups legitimistes s'ha concentrat en les seves activitats purament criminals. L'Exèrcit britànic i la policia nord-irlandesa han estat estudiats tant des del punt de vista estructural i estratègic com sobre les múltiples controvèrsies que susciten. Amb la fi relativa del conflicte, s'observa una baixada de l'anàlisi de la violència militar i paramilitar en benefici d'investigacions sobre l'evolució d'Irlanda del Nord després dels acords de pau. Les ciències socials s'han afanyat per tal d'explicar la violència, les relacions entre les dues comunitats i la situació «post-conflicte», segons diferents aproximacions (socioeconòmica, geogràfica i identitària). La segregació identitària de la societat nord-irlandesa és un dels punts més importants d'anàlisi del conflicte i del país.